# Воррен Крістофер
Воррен Майнор Крістофер (англ. Warren Minor Christopher; 27 жовтня 1925, Скрантон, Північна Дакота, США — 19 березня 2011, Лос-Анджелес, Каліфорнія, США) — американський юрист і дипломат. Обіймав посаду державного секретаря США під час першого президентського терміну Білла Клінтона.

## Біографія
Закінчив середню школу в Голлівуді і вступив до Університету Редландс, де вступив до братства Каппа Сигма Сігма. Закінчив своє навчання в Університеті Південної Каліфорнії в лютому 1945.
З липня 1943 по вересень 1946, служив у резерві американського військового флоту. У 1946—1949 навчався на юридичному факультеті Стенфордського університету, де заснував і очолив журнал Stanford Law Review і як один з найкращих випускників був прийнятий в Орден Шапки.
З жовтня 1949 по вересень 1950 Крістофер працював у судді Верховного суду США Вільяма Дугласа.
З жовтня 1950 по червень 1967 працював юристом у фірмі O'Melveny & Myers, ставши партнером у 1958.
З червня 1967 по 20 січня 1967 працював заступником генерального прокурора США, після чого повернувся в O'Melveny & Myers.
26 лютого 1977 був призначений заступником Державного секретаря США і працював на цій посаді до 20 січня 1981. Серед заслуг Крістофера зазвичай називають домовленість про звільнення 52 співробітників американського посольства, узятих заручниками в Ірані. Він також очолював китайський напрямок американської політики, допоміг добитися ратифікації двох договорів про Панамський канал, і очолив першу міжвідомчу групу з прав людини.
16 січня 1981 президент Картер нагородив його Медаллю Свободи — найвищою нагородою для цивільних осіб.
Крім цього Крістофер обіймав посади голови асоціації адвокатів Лос-Анджелеса (1974—1975), голови комісії з федеральної юридичній системі Американської асоціації адвокатів (1975—1976); спеціального радника губернатора Каліфорнії Едмунда Брауна в 1959. Крім того Крістофер займав різні пости в багатьох громадських організаціях, пов'язаних з зовнішньою політикою та освітою.
У 1991 Крістофер був головою незалежної комісії щодо поліції Лос-Анджелеса, що розслідувала поліцейські зловживання, яка стала відома як Комісія Крістофера. Комісія запропонувала серйозні перетворення в поліцейському управлінні Лос-Анджелеса, які після бунтів 1992 в Лос-Анджелесі отримали величезну підтримку на референдумі.
20 січня 1993 Крістофер був призначений державним секретарем США новим президентом Клінтоном і займав цю посаду до 1997.
На президентських виборах 2000 року які пройшли з мінімальною різницею голосів між Джорджем Бушем і Ґором в США Крістофер був посланий керувати спірним перерахунком голосів у Флориді, після якого Верховний суд США вирішив суперечку про результат виборів на користь Джорджа Буша.
25 вересня 2007 разом з кількома іншими держсекретарями США у відставці підписав лист, що закликає Конгрес США не приймати резолюцію 106 про геноцид вірмен.
19 березня 2011 Воррен Крістофер помер від раку нирки.

## Родина
Був одружений з Марі Вілліс. У них четверо дітей.

## Книги
- In the Stream of History: Shaping Foreign Policy for a New Era (1998)
- Chances of a Lifetime (2001)